# Cocorăștii Colț
Cocorăștii Colț – wieś w Rumunii, w okręgu Prahova, w gminie Cocorăștii Colț. W 2011 roku liczyła 541 mieszkańców.